# Metroid (jogo eletrônico)
Metroid (メトロイド, Metoroido) é um jogo eletrônico desenvolvido e publicado pela Nintendo. É o primeiro jogo da série Metroid, lançado em 1986 para o Family Computer Disk System no Japão e em 1987 na América do Norte e no ano seguinte na Europa para o Nintendo Entertainment System. A história é ambientada no planeta Zebes, onde Samus Aran tenta recuperar os Metroids, organismos parasitas que foram roubados pelos Space Pirates, que planejam a replicação desses organismos expondo-os a raios beta e depois utilizá-los como armas biológicas para destruir Samus e todos os seres que se opõem a eles.
Metroid foi desenvolvido pela Nintendo Research & Development 1 (Nintendo R&D1) em conjunto com a Intelligent Systems. Foi produzido por Gunpei Yokoi, dirigido por Satoru Okada e Masao Yamamoto e a trilha sonora composta por Hirokazu Tanaka. O estilo do jogo tem como foco a exploração do ambiente e na busca por power-ups que são usados para prosseguir em áreas anteriormente inacessíveis. Esse gênero influenciou na criação de outros jogos após o seu lançamento, incluindo o gênero Metroidvania. Foi elogiado por ser um dos primeiros jogos eletrônicos a apresentar uma protagonista feminina.
Metroid foi um sucesso crítico e comercial. Os críticos elogiaram seus gráficos, trilha sonora e a jogabilidade, e tendo sido incluído em várias listas de melhores jogos. Em 2004, uma recriação intitulada Metroid: Zero Mission foi lançada para Game Boy Advance como parte do Classic NES Series, e o jogo original foi relançado como parte do Virtual Console em vários consoles, incluindo no Nintendo Switch através do serviço Nintendo Switch Online.

## Jogabilidade

Nesta captura de tela, Samus Aran é vista pulando enquanto criaturas inimigas voam em sua direção. O medidor numérico de saúde está no canto superior esquerdo, marcado por "EN"

Metroid é um jogo de ação e aventura de rolagem lateral no qual o jogador controla Samus Aran em ambientes bidimensionais. O jogo se passa no planeta fictício Zebes, um mundo grande e aberto com áreas conectadas por portas e elevadores. O jogador controla a personagem enquanto ela viaja pelas cavernas do planeta e caça os Space Pirates (literalmente, em inglês, "piratas do espaço"). Ela começa com um Power Beam como sua única arma, e com apenas a habilidade de saltar. O jogador coleta power-ups que concedem habilidades especiais e aperfeiçoamentos de armadura e armamento, permitindo que ela destrave áreas antes inacessíveis. Entre os power-ups que estão incluídos no jogo estão a "Morph Ball", que permite que Samus vire uma esfera para rolar em túneis estreitos e menores que seu corpo; a "Bomb", que só pode ser usada na forma de esfera e pode abrir caminhos ocultos do chão/parede; e a habilidade "Screw Attack", que destrói inimigos em seu caminho.
Além dos inimigos comuns, Samus encontra dois chefes, Kraid e Ridley, a quem ela deve derrotar para progredir. Inimigos comuns normalmente produzem energia ou munição adicionais quando destruídos, e o jogador pode aumentar as capacidade de energia vital de Samus encontrando tanques de armazenamento e derrotando chefes. Uma vez que Kraid e Ridley forem derrotados, o jogador pode abrir o caminho para a área final e enfrentar Mother Brain, antagonista final.

## Enredo
No ano 20X5, os Space Pirates atacam uma nave de pesquisa espacial de propriedade da Federação Galáctica e apreendem amostras de criaturas Metroid — as formas de vida parasitas descobertas no planeta SR388. Organismos flutuantes perigosos, os Metroids podem se agarrar a qualquer organismo e drenar sua energia vital para matá-lo. Os Space Pirates planejam replicar Metroids expondo-os a raios beta e, em seguida, usando-os como armas biológicas para destruir todos os seres vivos que se opõem a eles. Enquanto procura pelos Metroids roubados, a Federação Galáctica localiza a base de operações dos Space Pirates no planeta Zebes. A Federação ataca o planeta, mas os Piratas resistem, forçando a Federação a recuar.
Como último recurso, a Federação decide enviar uma caçadora de recompensas solitária para penetrar na base dos Piratas e destruir Mother Brain, a forma de vida biomecânica que controla a fortaleza dos Space Pirates e suas defesas. Considerada a maior de todos os caçadores de recompensas, Samus Aran é escolhida para a missão. Samus pousa na superfície de Zebes e explora o planeta, viajando por suas cavernas. Ela eventualmente se depara com Kraid, um aliado dos Space Pirates, e Ridley, o comandante dos Space Pirates, e derrota os dois. Por fim, Samus encontra e destrói Mother Brain. Uma bomba cronometrada é então colocada para destruir o local, e ela deve escapar antes da explosão.

## Desenvolvimento

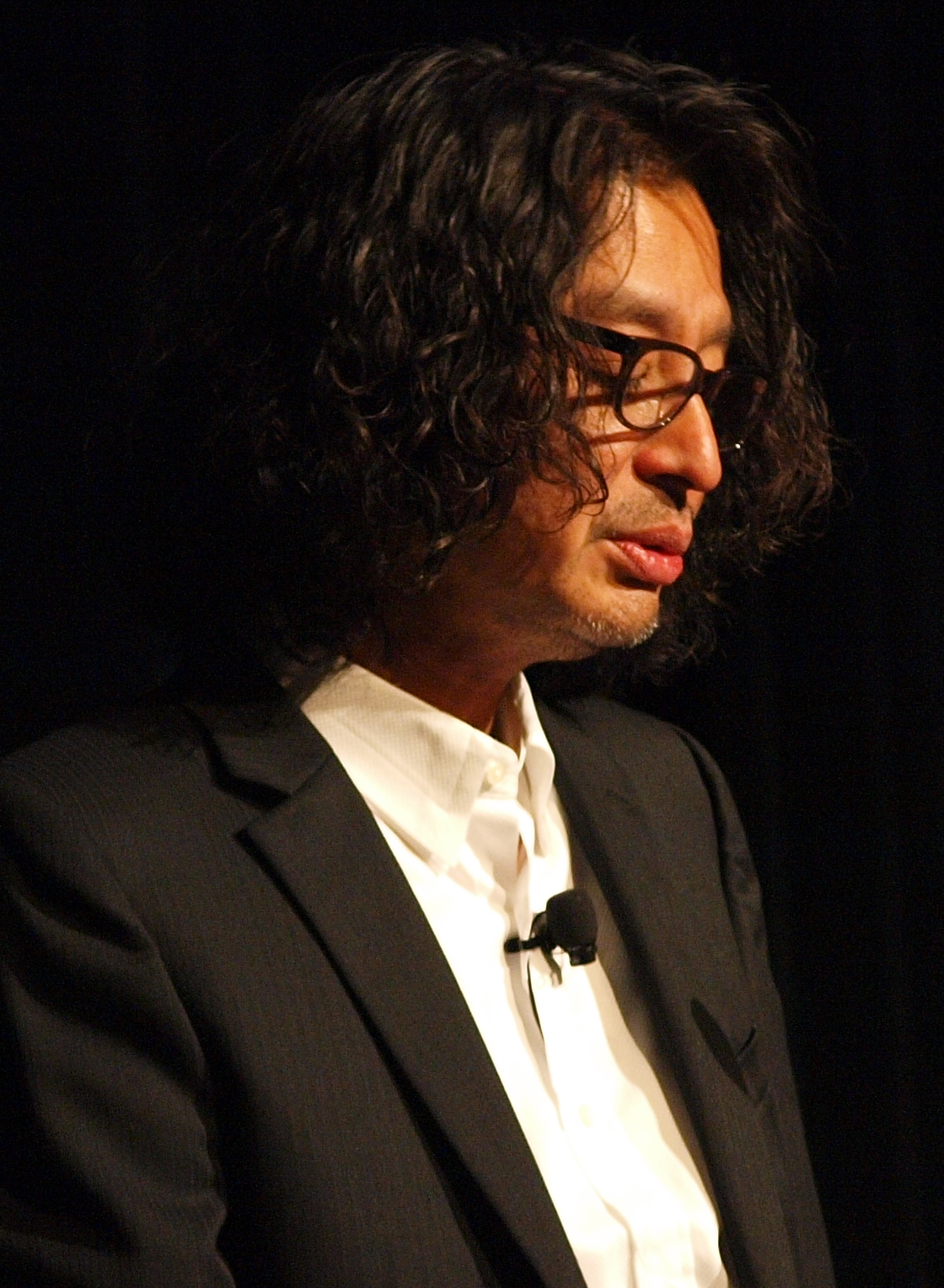
Yoshio Sakamoto, um desenhista de personagens de Metroid, na Game Developers Conference 2010

"Metroid" é uma aglutinação das palavras "metro" e "android". Foi co-desenvolvido pela Intelligent Systems e pela Nintendo Research & Development 1, uma divisão de desenvolvimento da publicadora Nintendo, e produzido por Gunpei Yokoi. Metroid foi dirigido por Satoru Okada e Masao Yamamoto (creditado como "Yamamoto"), e sua trilha sonora foi composta por Hirokazu Tanaka (creditado como "Hip Tanaka"). O cenário foi criado por Makoto Kano (creditado com seu sobrenome), e o desenho de personagens foi feito por Hiroji Kiyotake (creditado com seu sobrenome), Hirofumi Matsuoka (creditado como "New Matsuoka"), e Yoshio Sakamoto (creditado como "Shikamoto"). O desenho da personagem de Samus Aran foi criado por Kiyotake.
A produção foi descrita como um "ambiente de trabalho muito livre" por Tanaka, que afirmou que, embora sendo o compositor, também contribuiu para a parte gráfica e ajudou a nomear áreas. Parcialmente durante o desenvolvimento, um dos desenvolvedores perguntou aos outros: "Ei, não seria legal se afinal a pessoa dentro do traje fosse uma mulher?" Essa ideia foi incorporada ao jogo, embora o manual de instruções em inglês do jogo use apenas o pronome masculino "ele" em referência a Samus.  Sakamoto citou Alien, filme de terror de 1979 de Ridley Scott, como uma "grande influência" depois da criação do mundo de ambientação do jogo. A equipe de desenvolvimento foi influenciada pela obra do desenhista de criaturas do filme, H. R. Giger. Contudo, alguns problemas da equipe, que ameaçavam a entrega do jogo dentro do prazo, forçaram os superiores de Sakamoto a "convida-lo a participar" ativamente no desenvolvimento, na esperança de que sua experiência prévia pudesse ajudar a equipe.  Sakamoto afirmou que descobriu uma maneira de contornar o tempo e os recursos limitados para aproveitar os recursos de jogo já existentes "para criar variação e uma experiência emocionante".
Tanaka disse que queria fazer uma trilha sonora que fizesse os jogadores se sentirem como se estivessem encontrando um "organismo vivo" e não fizesse distinção entre música e efeitos sonoros. O único momento em que um tema melódico é ouvido é quando Mother Brain é derrotado para que o jogador sentisse uma catarse vitoriosa ao final. Durante o resto do jogo, as melodias são mais minimalistas, porque Tanaka queria que a trilha sonora fosse diferente das músicas pop "melodiosas" encontradas em outros jogos da época.

## Lançamento
Definido oficialmente como um jogo eletrônico de tiro, a Nintendo lançou Metroid para o Famicom Disk System no Japão em 6 de agosto de 1986. Uma versão arcade foi lançada em agosto de 1986 como parte do PlayChoice-10 da Nintendo. Foi lançado para o Nintendo Entertainment System em 15 de agosto de 1987 na América do Norte e em 15 de janeiro de 1988 na Europa.

### Relançamentos
O jogo foi relançado diversas vezes através de emulação. Vinculando o jogo de Game Boy Advance Metroid Fusion (2002) com o Metroid Prime (2002) de GameCube usando um cabo desbloqueia a versão completa de Metroid no GameCube. O jogo é desbloqueado como um bônus após a conclusão de Metroid: Zero Mission (2004). Uma versão independente de Metroid para Game Boy Advance, parte da coleção Classic NES Series, foi lançada no Japão em 10 de agosto de 2004, na América do Norte em 25 de outubro de 2004 e na Europa em 7 de janeiro de 2005.
Metroid chegou ao Virtual Console do Wii na Europa em 20 de julho de 2007, na América do Norte em 13 de agosto de 2007 e no Japão em 4 de março de 2008. Foi lançado através do mesmo serviço para o Nintendo 3DS em 1 de março de 2012. Na E3 2010, a Nintendo incluiu o jogo entre os jogos de NES e SNES em uma demonstração técnica chamada Classic Games ("Jogos Clássicos"), a ser lançado para o Nintendo 3DS. O presidente da Nintendo of America Reggie Fils-Aimé disse "não pensar neles como remakes". Miyamoto disse que esses clássicos podem estar usando "novos recursos nos jogos que tirariam proveito das capacidades do 3DS".
Metroid foi reimaginado como Metroid: Zero Mission (2004) com uma história de fundo mais desenvolvida, gráficos aprimorados e o mesmo layout geral do jogo.

## Recepção e legado
Metroid recebeu avaliações geralmente positivas dos críticos. Até 2004, 2,73 milhões de cópias do jogo haviam sido vendidas mundialmente. Em uma retrospectiva do NES na Nintendo Power em 1990, Metroid foi classificado com 5/5 para gráficos e sons, 4,5/5 para controles, 5/5 para desafio, e 5/5 para diversão. Em 2006, a mesma publicação classificou Metroid como o 11.º melhor jogo em sua lista dos 200 melhores jogos em um console da Nintendo. Dois anos depois, a revista nomeou Metroid o quinto melhor jogo para o Nintendo Entertainment System em seu artigo Best of the Best, descrevendo-o como uma combinação do estilo plataforma de Super Mario Bros. e a exploração e atualizações de personagens de   The Legend of Zelda. Em 1997, o jogo ficou em 44.º lugar na lista dos 100 melhores jogos originais de todos os tempos da Electronic Gaming Monthly, desceu para a posição 69 em 2001, mas foi classificado em 11.º na lista dos "200 melhores jogos eletrônicos de seu tempo" em 2006, que classifica os jogos em seu impacto na época (enquanto as listas antigas da EGM lista os jogos anteriores com base no apelo duradouro, sem consideração dada à inovação ou influência). A Game Informer classificou-o como o 6.º melhor jogo de todos os tempos em 2001 e o 7.º em 2009, dizendo que "deu início ao conceito de exploração aberta em jogos". Em 2004, Metroid foi incluído na lista da GameSpot dos melhores jogos de todos os tempos. A GamesRadar classificou-o como o quinto melhor jogo de NES já feito. A equipe disse que ele envelheceu após o lançamento de Super Metroid, mas foi "fantástico para a época". A Entertainment Weekly disse que era o 18.º melhor jogo disponível em 1991, dizendo: "O visual é simplista, mas poucos jogos fazem você pensar tanto quanto o Metroid de cinco anos de idade. Tente não consultar o livro de dicas da Nintendo, que fornece mapas detalhados do terreno que seu herói deve navegar para completar sua missão."
A AllGame deu a Metroid uma classificação máxima, de cinco estrelas. A análise elogiou o jogo acima de Metroid II: Return of Samus e Super Metroid, afirmando que o jogo "não é um clássico apenas por causa de seus gráficos incríveis, efeitos sonoros cinematográficos, controle preciso e jogabilidade inovadora, mas também por causa de seu poder de permanência." Uma análise mais mista veio da GameSpot, revisando a versão para Classic NES Series do jogo, observando que, 18 anos após seu lançamento inicial, Metroid "simplesmente não está à altura dos padrões atuais de ação e aventura", dando ao jogo uma classificação de 5,2 de 10, ou "medíocre". Para a versão de Virtual Console para Wii, a IGN comentou que a apresentação, os gráficos e o som do jogo eram básicos. No entanto, eles ainda estavam satisfeitos com a jogabilidade "impressionante" de Metroid, classificando o jogo em 8,0 em 10, como "ótimo", e dando a ele um prêmio Escolha do Editor. A análise afirmou que o jogo "ainda era impressionante no escopo" e que o preço era "um acordo para esta aventura", enquanto criticava o número de vezes que foi relançado e notou que é preciso "paciência" para superar a alta curva de dificuldade inicial. Na análise da GameSpot da versão do Virtual Console, eles criticaram seus "layouts de sala frustrantes" e "gráficos constantemente oscilantes". Em particular, o site ficou desapontado com o fato de a Nintendo não ter feito nenhuma alteração no jogo, especificamente criticando a falta de um recurso de salvamento.
Observando que Metroid não é o primeiro jogo a oferecer um mundo aberto, ou o primeiro jogo de exploração de plataforma de visão lateral, ou o primeiro jogo a permitir que os jogadores alcancem novas áreas usando itens recém-adquiridos, a Gamasutra elogiou Metroid por ser talvez o primeiro jogo eletrônico a "pegar esses diferentes elementos e moldá-los rigorosamente em uma estrutura de controle do jogo". A jogabilidade de Metroid, com foco na exploração e busca de power-ups para alcançar novas áreas, influenciou outras séries, principalmente a série Castlevania.

### Música
Em seu livro Maestro Mario: How Nintendo Transformed Videogame Music into an Art, o estudante de jogos eletrônicos Andrew Schartmann observa a possível influência da trilha de Alien de Jerry Goldsmith na música de Tanaka — uma hipótese apoiada pelo reconhecimento de Sakamoto da influência de Alien no desenvolvimento do jogo. Como Schartmann observa, "Muito parecido com Metroid, o filme deve alguns de seus momentos mais tensos ao silêncio." Schartmann argumenta ainda que a ênfase de Tanaka no silêncio foi revolucionária para a composição de jogos eletrônicos:
A maior contribuição de Tanaka para a música do jogo vem, paradoxalmente, na forma de silêncio. Ele foi provavelmente o primeiro compositor de jogos eletrônicos a enfatizar a ausência de som em sua música. A pontuação de Tanaka é uma personificação do isolamento e do efeito atmosférico - aquele que penetra profundamente nas emoções.
Esta visão foi compartilhada pela GameSpot em seu artigo History of Metroid, que observa como a "[música do jogo] evocou soberbamente os próprios sentimentos de solidão e isolamento que se esperaria ao se infiltrar em um planeta alienígena hostil sozinho".